# Jadel Gregório
Jadel Abdul Ghani Gregório (* 16. září 1980, Jandaia do Sul, Paraná) je brazilský atlet, jehož hlavní disciplínou je trojskok.

## Kariéra
První výrazný úspěch na mezinárodní scéně zaznamenal v roce 2001 na světové letní univerziádě v Pekingu, kde vybojoval bronz. V roce 2003 na halovém MS v Birminghamu skončil na 6. místě, získal stříbrnou medaili na Panamerických hrách v Santo Domingo a obsadil 5. místo na světovém šampionátu v Paříži. O rok později získal stříbro na halovém MS v Budapešti, když dál skočil jen Švéd Christian Olsson a reprezentoval na letních olympijských hrách v Athénách, kde obsadil ve finále trojskoku 5. místo. Zúčastnil se také soutěže ve skoku do dálky, avšak neprošel kvalifikací.
Na Mistrovství světa v atletice 2005 v Helsinkách skončil šestý. V roce 2006 získal stříbrnou medaili halovém MS v Moskvě, když si ve finále vytvořil výkonem 17,56 m nový osobní rekord. 20. května 2007 v Belému se přiblížil na deset centimetrů hranici 18 metrů. Tento výkon ho řadí na osmé místo v dlouhodobých tabulkách.
V témže roce vybojoval další stříbro na světovém šampionátu v japonské Ósace, kde prohrál jen s Portugalcem Nelsonem Évorou a získal zlato na Panamerických hrách v brazilském Rio de Janeiru. Na letních olympijských hrách 2008 v Pekingu skončil na 6. místě. Osmé místo obsadil na Mistrovství světa v atletice 2009 v Berlíně a o rok později skončil šestý na halovém MS v katarském Dauhá.